# Tortona–Genova nagysebességű vasútvonal
A Tortona–Genova nagysebességű vasútvonal (olaszul ismert még mint Terzo Valico) egy építés alatt álló, normál nyomtávolságú, 3 kV egyenárammal villamosított nagysebességű vasútvonal Olaszországban Tortona (Milánó közelében) és Genova között.
Az építkezés 2013-ban kezdődött, várható befejezése 2025. A vasútvonal 53 km hosszúságú, melyből 36 km alagútban fog haladni. A vonal építésének költsége 6,2 milliárd euró. Része a Transzeurópai közlekedési hálózatnak és a Rhône-Alpes korridornak.